# Паул Флеминг
Паул Флеминг (на немски: Paul Fleming) е немски лекар и поет.

## Биография и творчество
Роден е в Хартенщайн, Саксония. Получава медицинско образование в университета в Лайпциг, а по-късно и степен доктор по медицина от университета в Хамбург.
Умира в Хамбург през 1640 г.
Като поет Флеминг е окачествяван като един от най-големите лирици на немския барок.